# Lo Cartanyà
Lo Cartanyà és una sèrie de televisió (sitcom) produïda i emesa a TV3, amb col·laboració d'El Terrat. Narra les aventures i desventures d'en Vicenç Cartanyà, la seva família i els seus amics, en un poble desconegut de la província de Lleida. El grup de rock lleidatà The Companys és el responsable del tema d'obertura de la sèrie.
Vicenç Cartanyà, personatge que dona nom a la sèrie, és un home amb un caràcter fort, una actitud més aviat autoritària i de poca broma, que sempre intenta -sense èxit- imposar als seus companys la seva manera de fer. Tot i això, en el fons és bona persona, i a vegades acaba donant la raó als altres. Els seus companys són la Tilda, la seva exparella, a la que intenta reconquerir; el Berdagí, el director de la televisió local i actual parella de la Tilda; la Bordonida, la propietària del bar del poble; i els seus amics, l'Anselmo, en Garretó i l'Angawa.
Els personatges de Lo Cartanyà parlen amb un marcat accent català nord-occidental, (popularment anomenat lleidatà). Els principals llocs de trobada dels personatges són el bar, la barberia, la casa d'en Cartanyà i la redacció de la tele local.
Posteriorment el 2019 en el programa lokus day, també de Tv3, va emetre diversos gags que pretenien ser-ne una seqüela humorística on apareix més gran i amb el nom de Caballero Turrai.

## Episodis
Vegeu la llista d'episodis de Lo Cartanyà.